# Cuarnens
Cuarnens est une commune suisse du canton de Vaud, située dans le district de Morges.

## Géographie
La commune est située au pied du massif du Jura, sur la route qui mène de Cossonay à la Vallée de Joux.
| Mont-la-Ville | Moiry               | Moiry               |
| L'Isle        | Cuarnens            | La Chaux            |
| L'Isle        | Chavannes-le-Veyron | Chavannes-le-Veyron |

### Hydrographie
Le développement de Cuarnens est beaucoup lié à la Venoge, qui la traverse. Le long de la rivière, plusieurs scieries, forges ou moulins se développèrent. L’énergie de la rivière favorisa également le développement de l’artisanat.

## Population

### Gentilé et surnom
Les habitants de la commune se nomment les Cuarnenais.
Ils sont surnommés les Racines (lè Racena en patois vaudois) et les Cornichons (pour l'aigreur de leurs propos sur leurs voisins moins riches qu'eux).

## Monument

### Château de la Grange
Il existait une maison forte appelée château de la Grange, située au nord-ouest du village. Démolie en 1928, il n'en subsiste plus que sa porte d'entrée.

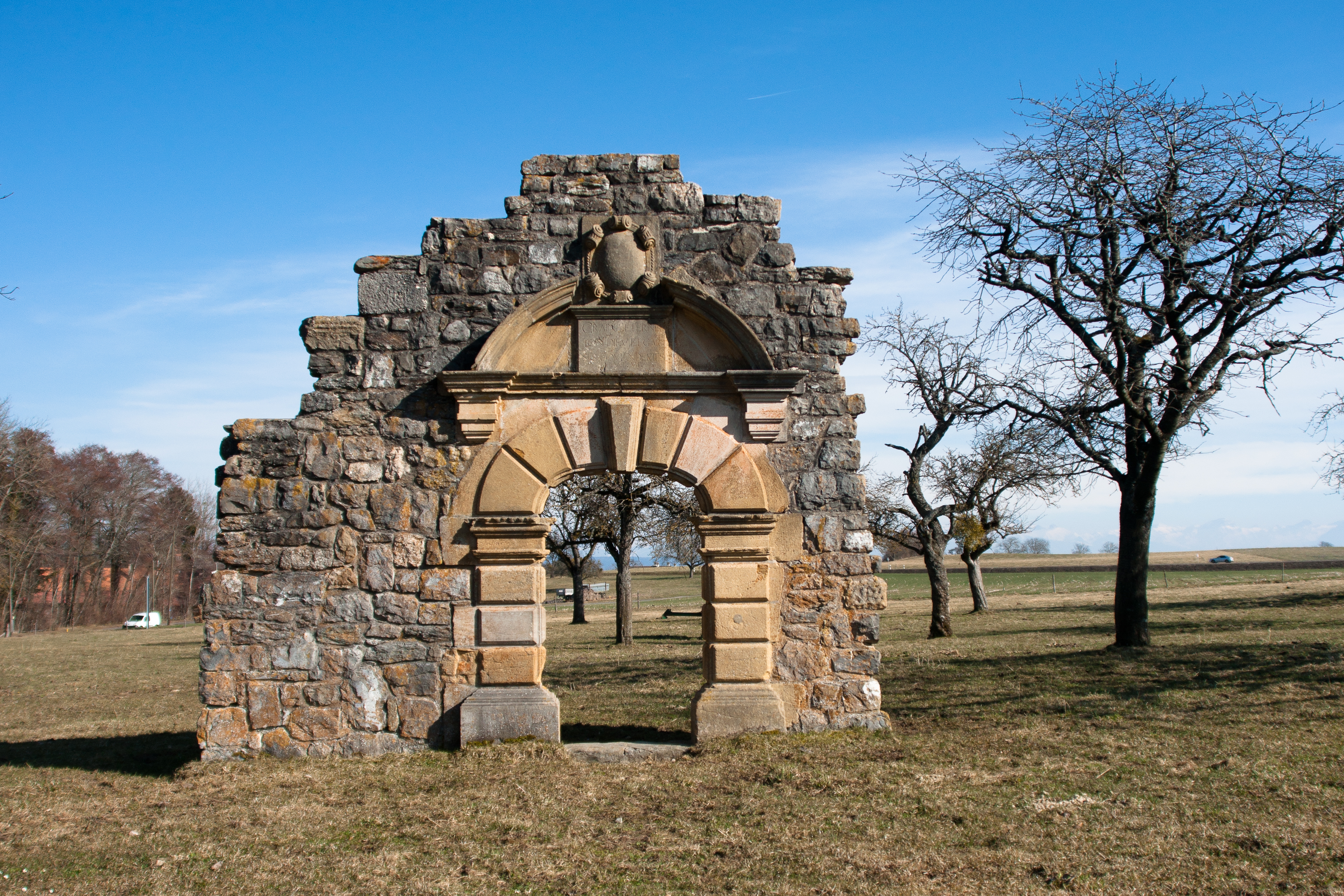
Porte du château de la Grange.

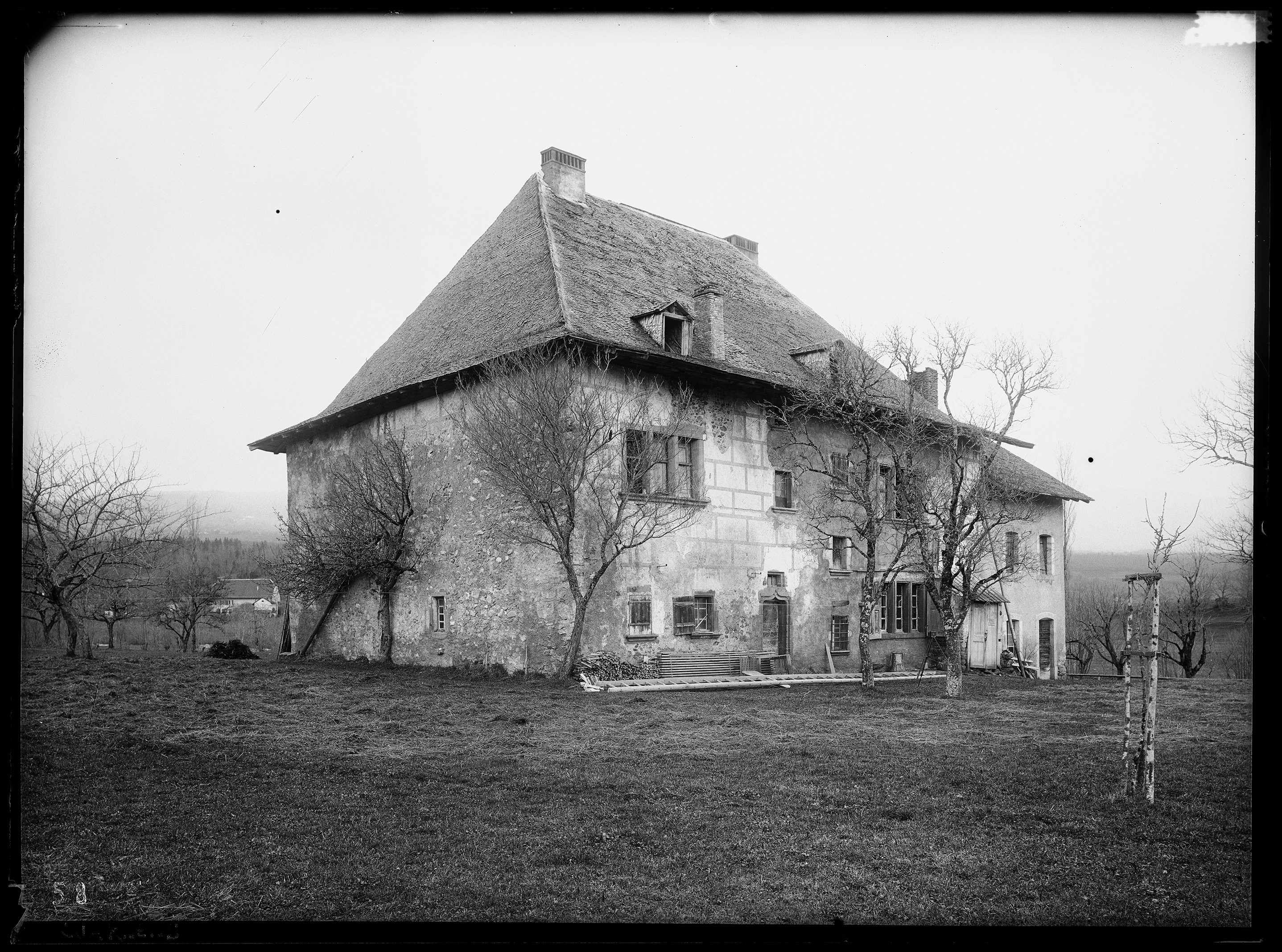
Château de la Grange en 1901